# Elektro (Wettersatelliten)

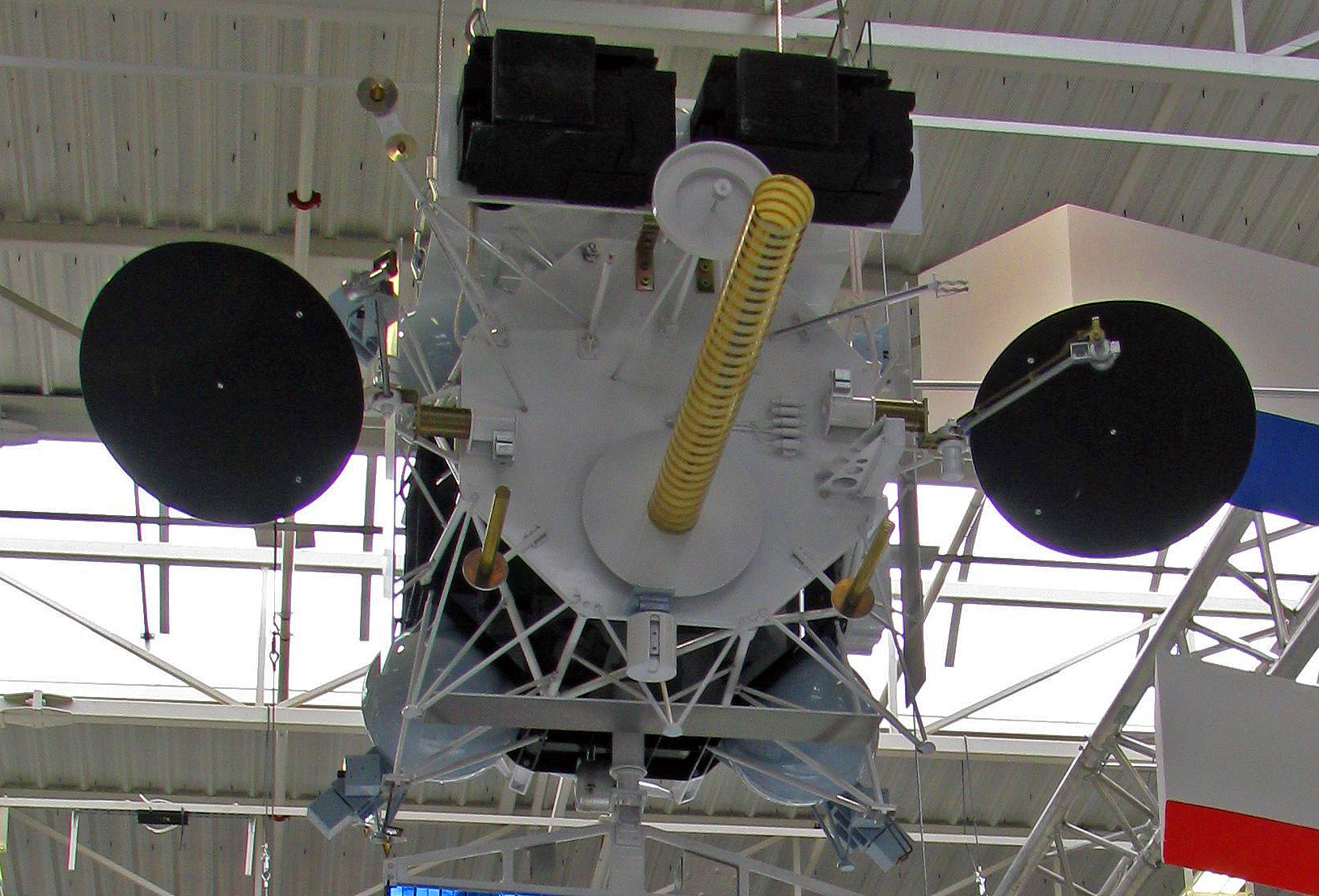
Modell eines Elektro-L-Satelliten

Elektro (russisch Электро) oder GOMS (kurz für геостационарный оперативный метеорологический спутник „geostationärer operationaler meteorologischer Satellit“) ist eine seit 2011 im Aufbau befindliche Konstellation von fünf geostationären russischen Wettersatelliten. Elektro ergänzt die russischen Meteor-M-Wettersatelliten, die in wesentlich niedrigeren polaren Umlaufbahnen positioniert sind. Meteor-M liefert aufgrund der Erdnähe genauere Daten, während Elektro eine ständige Abdeckung des gesamten Beobachtungsgebiets gewährleistet.

## Geschichte
Die Pläne für die GOMS-Satellitenkonstellation gehen zurück bis ins Jahr 1972, als die Militärisch-industrielle Kommission der Russischen Föderation (Военно-промышленная комиссия Российской Федерации, kurz VPK) die Entwicklung der neuen Wettersatellitengeneration Elektro in Auftrag gab. Der erste von damals drei geplanten Elektro-Satelliten wurde am 31. Oktober 1994 in seine Umlaufbahn gebracht, funktionierte aber nicht wie geplant und wurde 1998 aufgegeben.
Auch der zweite Anlauf in den 2010er Jahren mit dem neuen Satellitentyp Elektro-L war zunächst von Problemen geplagt; beim zweiten Exemplar Elektro-L 2 wurden daher einige technische Verbesserungen vorgenommen.

## Technik

### Satellitenbus
Die Elektro-L-Satelliten basieren auf dem Navigator-Bus des russischen Raumfahrtunternehmens Lawotschkin. Ihre Masse nach Erreichen der Zielumlaufbahn gab die russische Raumfahrtagentur Roskosmos mit 1740 kg an, wovon 462 kg auf die Instrumentierung entfallen. Die Satelliten sind für eine Betriebsdauer von mindestens 10 Jahren ausgelegt.

### Instrumente
Die Satelliten sind dafür ausgelegt, gleichzeitig Bilder in drei sichtbaren Spektralbereichen bzw. in nahem Infrarot und sieben infraroten Spektralbereichen zu liefern. Die Kameras des Hauptinstrumentes MSU-GS liefern alle 30 Minuten (in dringenden Fällen alle 15 Minuten) ein Bild mit einer Auflösung von 1 km pro Pixel im sichtbaren Bereich und 4 km pro Pixel im infraroten Bereich. Die drei Kanäle im VNIR-Spektrum (0,5 bis 0,65 µm, von 0,65 bis 0,8 µm, von 0,8 bis 0,9 µm) liefern Schätzungen der Wolkenbedeckungen, die vier Mikrowellen-/Infrarotkanäle (3,5 bis 4,0 µm, 5,7 bis 7,0 µm, 7,5 bis 8,5 µm, 8,2 bis 9,2 µm) sollen Nachtbilder und Wasserdampfmessungen liefern, die drei thermischen Infrarotkanäle (9,2 bis 10,2 µm, 10,2 bis 11,2 µm, 11,2 bis 12,5 µm) Daten über Wasseroberflächentemperatur und Wasserdampfmessungen. Daneben sind mit GGAK-E, SKIF-6, SKL-E und einem COSPAS-SARSAT-System weitere Instrumente integriert.
Das etwa 50 kg schwere GGAK-E ist eine System von sieben Weltraumwetter-Sensoren, die Partikelzahlen und Energieverteilung von Protonen, Elektronen und Alphateilchen sowie Röntgenstrahlung und Magnetfelder messen. Die Daten des Instruments werden verwendet, um die Sonnenaktivität, die Strahlung und magnetische Dynamik im erdnahen Weltraum zu überwachen und vorherzusagen sowie Untersuchungen der Magnetosphäre, Ionosphäre und oberen Atmosphäre durchzuführen. Sie liefern Daten über das Weltraumwetter und Strahlungswerte im Weltraum.
SKIF-6 untersucht eintreffende Elektronen und Protonen in einem breiten Energiebereich. Für Energien von 0,05 bis 20 keV speichert das Gerät eine Messung pro Sekunde und liefert ein Energiespektrum alle 10 bis 40 Sekunden in Abhängigkeit von der Betriebsart. Für hochenergetische Elektronen zwischen 0,15 bis 1 MeV und Protonen 0,85 bis 70 MeV sammelt das Gerät Flussdichtemessungen einmal pro Sekunde.
Das SKL-E-Spektrometer untersucht ebenfalls den Elektronen- und Protonenfluss von der Sonne ab einer Energie von 0,2 MeV für Elektronen und von 3,6 bis 100 MeV für Protonen. GALS-E – ein Detektor für galaktische kosmische Strahlung – untersucht die Protonenflussdichte in drei Energiebereichen von 600 bis 1.200 MeV.
ISP-2M ist ein Sensor zur Messung der Solarkonstante. Das Gerät vermisst die ankommende Strahlung in einem weiten Infrarotbereich von 0,2 bis 100 µm und einen Dynamikbereich von 700 bis 1500 Watt pro Quadratmeter, während VUSS-E (ein UV-Strahlungssensor) die Strahlungsintensität in der charakteristischen 121,6 nm HL-Linie misst. Die Röntgenstrahlung der Sonne wird durch den DIR-E-Sensor in einem Energiebereich von 3,0 bis 10,0 keV gemessen.
Das Magnetometer mit Bezeichnung FM-E misst die drei Komponenten des Magnetfeldvektors und der Magnetfeldstärke. Es erreicht eine relative Genauigkeit von 0,01 % und sammelt 16 Feldmessungen pro Sekunde. Die gesammelten Daten werden im X-Band bei 7,5 GHz mit einer Datenrate von 2,56 bis 15,36 Mbit/s zur Erde übermittelt. Empfangene COSPAS-SARSAT-Signale werden auf 1,54 GHz mit 4 Watt Sendeleistung zur Erde übermittelt.

## Liste der Satelliten
Stand: 10. Februar 2025
| Name        | Startdatum (UTC) | Startplatz | Trägerrakete | Betriebs- position | Cospar-ID | Anmerkungen                         |
| ----------- | ---------------- | ---------- | ------------ | ------------------ | --------- | ----------------------------------- |
| Elektro     | 31. Okt. 1994    | Baikonur   | Proton       | 76° Ost            | 1994-069A | fehlerhaft, außer Betrieb seit 1998 |
| Elektro-L 1 | 20. Jan. 2011    | Baikonur   | Zenit-3F     | 12,4° West         | 2011-001A | eingeschränkt funktionsfähig        |
| Elektro-L 2 | 11. Dez. 2015    | Baikonur   | Zenit-3F     | 76° Ost            | 2015-074A |                                     |
| Elektro-L 3 | 24. Dez. 2019    | Baikonur   | Proton       | 165,8° Ost         | 2019-095A |                                     |
| Elektro-L 4 | 5. Feb. 2023     | Baikonur   | Proton       |                    | 2023-016A |                                     |
| Elektro-L 5 | 2025 (geplant)   | Baikonur   | Proton-M     |                    |           | geplant                             |

Quellen: Encyclopedia Astronautica (Elektro), Russian Space Web und Gunter’s Space Page (Elektro-L)